# Веселин Вуйович
Веселин Вуйович (серб. Веселин Вујовић) 18 січня 1961 року, Цетинє, Чорногорія) — спортсмен, колишній  чорногорський гандболіст і менеджер. Як гравець, він змагався на  Літніх Олімпійських іграх 1984 року  та  Літніх Олімпійських іграх 1988 року за   Національну збірну Югославії з гандболу. 

## Біографія
Веселин Вуйович народився 18 січня 1961 року в Цетинє.

## Спортивна кар'єра

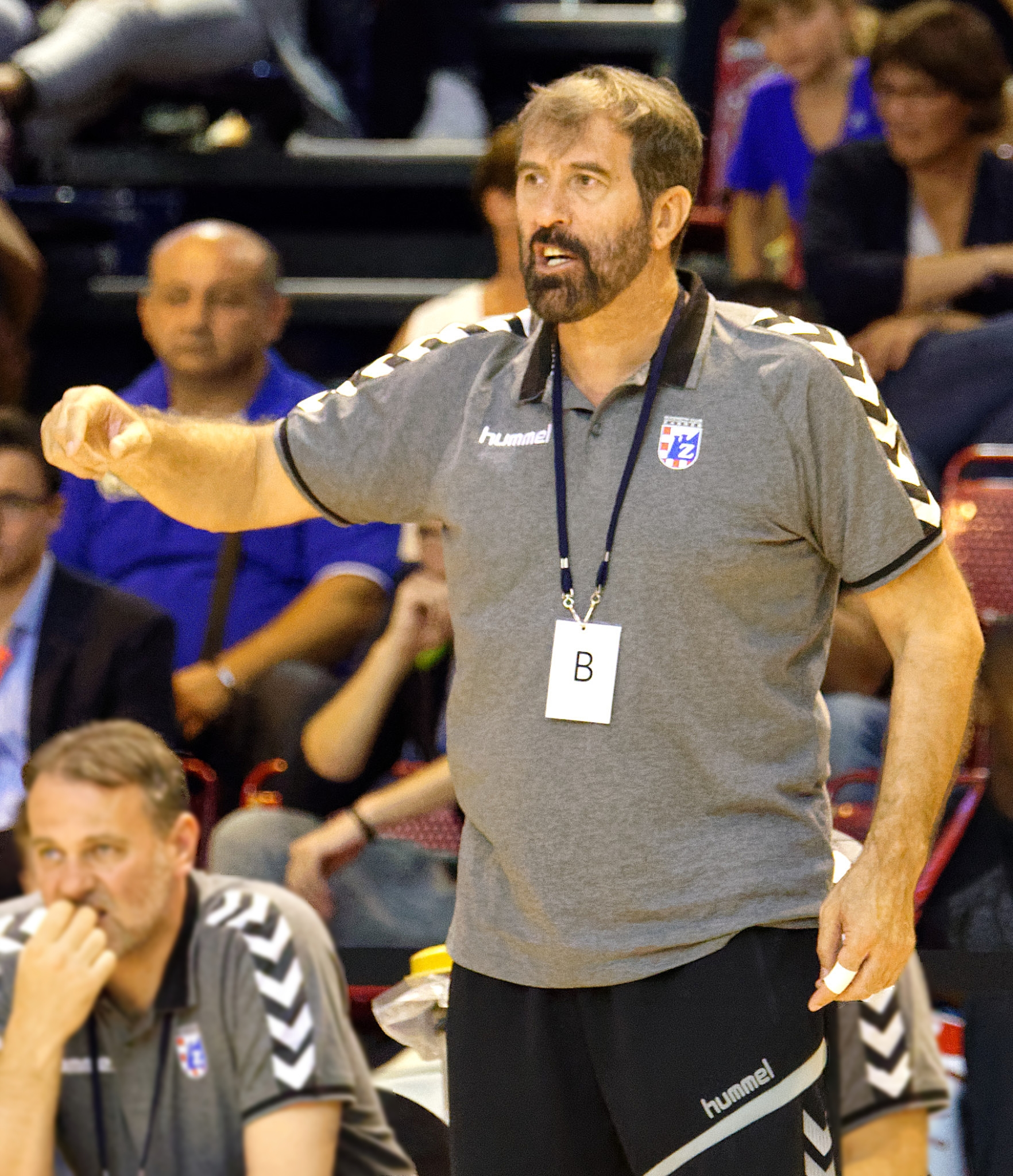
Vujović managing RK Zagreb in September 2016

Під час своєї кар'єри Веселин Вуйович грав за спортивні клуби «Металопластика»,  «Барселона» та  «Граноллерс». У складі «Металопластика»  Вуйович був учасником золотого покоління клубу протягом 1980-х, вигравши сім титулів Чемпіонату Югославії з гандболу, 4 кубкові титули та два титули  Кубка чемпіонів Європи. Вуйович   програв один фінал у  Європейському кубку 1984 року та  три півфінальні матчі на  Кубок чемпіонів Європи, граючи за "Металопластику".  
У 1986 році він був названий  найкращим спортсменом Югославії.
Він був першим гандболістом, який отримав титул кращого спортсмена року. 
У 1984 році він був членом   Югославської збірної з гандболу, яка завоювала золоту медаль на Олімпіаді. Він зіграв усі шість матчів і забив 28 голів.
Через чотири роки він був частиною югославської команди на Олімпіаді, яка завоювала бронзову медаль. Він знову зіграв усі шість матчів і забив 29 голів.

## Відзнаки

### Гравець
Металопластика
- Чемпіонат Югославії з гандболу: 1981–82, 1982–83, 1983–84, 1984–85, 1985–86, 1986–87, 1987–88
- Чемпіонат Югославії з гандболу : 1980, 1983, 1984, 1986
- Кубок чемпіонів Європи :  1984–85 Кубок Європи (гандбол), 1985–86 Кубок Європи (гандбол)

Барселона
- Ліга ASOBAL:  1988–89 División de Honor de Balonmano,  1989–90 División de Honor de Balonmano,  Ліга ASOBAL 1990–91,  Ліга ASOBAL 1991–92 | 1991–92
- Копа-дель-Рей: 1990, 1993
- Supercopa ASOBAL: 1988–89, 1989–90, 1990–91, 1991–92
- Кубок Європи 1990–91 (гандбол)
- Каталонська ліга: 1990–91, 1991–92, 1992–93

Граноллери
- Copa ASOBAL: 1994
- Кубок EHF :  1994–95 Кубок EHF

Індивідуальний
- Національна збірна Югославії з гандболу  найкращий бомбардир - 738
- Спортсмен року в  Югославії - 1986 рік
- Гандболіст року в Югославії: 1986, 1988

### Менеджер
ФР Югославія
- Літні Олімпійські ігри 2000 р. - 4 місце

Сіудад-Реал
- Копа дель Рей: 2001, 2003
- Кубок переможців Кубків EHF: 2002, 2003

Сербія та Чорногорія
- Чемпіонат світу серед юнаків серед чоловіків :  Чемпіонат світу серед юніорів з 2005 року

Вардар
- Суперліга Македонії з гандболу: 2006–07, 2008–09, 2012–13
- Кубок Македонії з гандболу  : 2007, 2008, 2012
- Ліга SEHA:  2011–12 SEHA League

Аль Саад
- Катар перший відділ: 2009–10
- Кубок  Катара: 2010 рік

Загреб
- Хорватська прем'єр-ліга з гандболу: 2014–15, 2015–16
- Кубок Хорватії з гандболу : 2015, 2016

Словенія
- Чемпіонат світу з футболу 2017 року - 3 місце